# Pseuderia platyphylla
Pseuderia platyphylla är en orkidéart som beskrevs av Louis Otho Otto Williams. Pseuderia platyphylla ingår i släktet Pseuderia och familjen orkidéer.
Artens utbredningsområde är Fiji. Inga underarter finns listade i Catalogue of Life.